# Brunseglare
Brunseglare (Cypseloides rothschildi) är en fågel i familjen seglare.

## Utseende
Brunseglaren är en enfärgat sotbrun seglare utan några tydliga kännetecken. Den förväxlas lätt med sydseglaren, men är större med längre vingar, vilket ger den ett slankare och mer strömlinjeformat utseende. Den saknar också vitt på strupen, men det kan vara svårt att se. I centrala Bolivia överlappar den med kastanjeseglaren som ibland kan sakna det karakteristiska kastanjebruna halsbandet. Brunseglaren har dock något smalare vingar nära kroppen.

## Utbredning och systematik
Fågeln finns i Anderna i nordvästra Argentina, i södra Bolivia och i Peru (Cuzco). Den behandlas som monotypisk, det vill säga att den inte delas in i några underarter.

## Levnadssätt
Brunseglaren ses vanligen i flockar om några få till 20 eller fler fåglar som kretsar ovan fuktiga skogar.

## Status och hot
Arten har ett stort utbredningsområde, men tros minska i antal, dock inte tillräckligt kraftigt för att den ska betraktas som hotad. Internationella naturvårdsunionen IUCN listar arten som livskraftig (LC).

## Namn
Fågelns vetenskapliga artnamn hedrar den engelske ornitologen Lionel Walter Rothschild, 2:e baron Rothschild (1868-1937). På svenska har den tidigare kallats argentinsk seglare.